# Мельников, Мефодий Михайлович
Мефодий Михайлович Мельников (13 июня 1905, дер. Шилово, Смоленская губерния — 29 января 1965, Москва) — советский военный деятель, полковник (1943 год).

## Биография
Мефодий Михайлович Мельников родился 13 июня 1905 года в деревне Шилово (ныне — Гагаринского района Смоленской области).

### Довоенное время
В августе 1925 года был призван в ряды РККА и направлен на учёбу в Западную пехотную школу, после расформирования которой в декабре 1927 года был переведён в Иваново-Вознесенскую пехотную школу, дислоцированную в Орле, после окончания которой в сентябре 1928 года был направлен в 16-й стрелковый полк (Московский военный округ), где служил на должностях командира стрелкового взвода и командира взвода полковой школы.
В июне 1931 года был назначен на должность командира взвода учебного батальона 1-го стрелкового полка (Московская Пролетарская стрелковая дивизия), в мае 1932 года — на должность начальника хозяйственного довольствия отдельного танкового батальона, а в декабре того же года — на должность помощника начальника отдела боевой подготовки штаба Московского военного округа.
В июне 1934 года был направлен на учёбу в Военную академию имени М. В. Фрунзе, после окончания которой в сентябре 1937 года был назначен на должность начальника 2-й части штаба 55-й стрелковой дивизии, дислоцированной в Курске, а в марте 1939 года — на должность заместителя начальника штаба — начальника оперативного отделения штаба 76-й горнострелковой дивизии (Закавказский военный округ).

### Великая Отечественная война
С началом войны находился на прежней должности.
В августе 1941 года был назначен на должность начальника штаба 9-й стрелковой дивизии, оборонявшей побережье Чёрного моря, а в июле 1942 года — на должность начальника штаба 3-го стрелкового корпуса, принимавшего участие в ходе оборонительных боевых действий за удержание перевалов в центральной части Главного Кавказского хребта, а также в Нальчинско-Орджоникидзевской оборонительной и Краснодарской наступательной операциях.
В июне 1943 года был направлен на учёбу на четырёхмесячные курсы тактики высших соединений при Высшей военной академии имени К. Е. Ворошилова, после окончания которых 13 октября был назначен на должность командира 106-го стрелкового корпуса, формировавшегося в станице Усть-Лабинск (Северокавказский военный округ).
С декабря Мельников находился на лечении в госпитале и после выздоровления в апреле 1944 года был назначен на должность начальника штаба 128-го стрелкового корпуса. С ноября 1944 года вновь находился на лечении в госпитале.

### Послевоенная карьера
В июне 1945 года был назначен на должность начальника штаба 58-го стрелкового корпуса (Тбилисский военный округ). С декабря того же года состоял в распоряжении Главного управления кадров НКО и в феврале 1946 года был назначен на должность старшего преподавателя общей тактики Военной академии имени М. В. Фрунзе, а в октябре — на должность старшего преподавателя по оперативно-тактической подготовке — тактического руководителя учебной группы основного факультета этой же академии.
В декабре 1946 года был направлен на учёбу в Высшую военную академию имени К. Е. Ворошилова, после окончания которой в январе 1951 года был назначен на должность старшего преподавателя кафедры тактики высших соединений этой же академии.
Полковник Мефодий Михайлович Мельников в апреле 1955 года вышел в запас по болезни. Умер 29 января 1965 года в Москве.

## Награды
- Орден Ленина;
- Два ордена Красного Знамени;
- Два ордена Красной Звезды;
- Орден «Знак Почёта»;
- Медали.